# Dans les griffes du chat
Dans les griffes du chat (Catspaw) est le septième épisode de la deuxième saison de la série télévisée Star Trek. Il fut diffusé pour la première fois le 27 octobre 1967 sur la chaîne NBC.
Sur Pyris VII, l'équipage de l'Enterprise découvre une forme de vie inconnue, capable de transmuter la matière grâce à une sorte de sceptre.

## Distribution

### Acteurs principaux
- William Shatner : capitaine Kirk (VF : Yvon Thiboutot)
- Leonard Nimoy : Spock (VF : Régis Dubost)
- DeForest Kelley : McCoy
- George Takei : Sulu
- Nichelle Nichols : Uhura
- James Doohan : Scotty
- Walter Koenig : Chekov

### Acteurs secondaires
- Antoinette Bower : Sylvia [ VQ: Hélène Loiselle ]
- Theodore Marcuse : Korob [VQ: Roland Chenail ]
- Michael Barrier : assistant chef ingénieur DeSalle
- Eddie Paskey (en) : lieutenant Leslie
- William Blackburn (en) : lieutenant Hadley
- Jimmy Jones : Jackson
- John Winston (en) : Lieutenant Kyle
- Rhodie Cogan : première sorcière
- Gail Bonney : deuxième sorcière
- Maryesther Denver : troisième sorcière

## Résumé
Une équipe de l'USS Enterprise est téléportée sur la planète Pyris VII. Elle est composée de l'ingénieur Montgomery Scott, du lieutenant
Hikaru Sulu et d'un membre d'équipage nommé Jackson. L'ordinateur de bord perd vite contact avec eux et lorsque Jackson est téléporté à bord du vaisseau, il est mort. Une voix invisible sort de son corps et prévient le capitaine Kirk que leur vaisseau est « maudit » et qu'il doit quitter cette planète ou mourir.
Malgré cet avertissement, Kirk se téléporte à la surface accompagné du docteur McCoy et de Spock. Ils arrivent au milieu de rochers plongés dans le brouillard et sont arrêtés par l'apparition de trois « sorcières » qui leur demandent de faire demi-tour. Ils continuent et arrivent dans un château du Moyen Âge, dont le seul être vivant semble être un chat noir portant un diamant autour du cou. Parcourant les couloirs, ils tombent dans une oubliette et se réveillent attachés aux murs. Scotty et Sulu viennent dans leur cellule mais les deux hommes semblent avoir été drogués et obéissent à une force inconnue.
Ils sont alors téléportés dans une autre partie du château, où ils sont accueillis par un homme vêtu d'un long manteau brillant : Korob. Celui-ci semble parler au chat noir comme si celui-ci était son conseiller. Au cours de leur discussion, Kirk apprend que Korob ne vient pas de Pyris VII. Quittant la pièce, le chat revient sous la forme d'une femme séduisante nommée Sylvia. Korob et Sylvia tentent de leur offrir des pierres précieuses en échange de leur départ, mais Kirk refuse. Sylvia utilise alors un modèle miniature de l'Enterprise qu'elle passe à travers une bougie. Tout à coup à bord du vaisseau, la température se met à monter. Kirk accepte alors de coopérer avec eux.
Korob place alors la miniature du vaisseau à l'intérieur d'un cube de cristal, ce qui entoure l'USS Enterprise d'un champ de force infranchissable. Kirk et Spock sont renvoyés aux cachots et peu de temps après, McCoy réapparait, dans un état de transe semblable à celle de Scotty et Sulu. Sylvia demande qu'on libère Kirk et tente de le séduire. Tout en racontant qu'elle et Korob viennent d'une autre galaxie et possèdent un appareil nommé le « transmuteur » qui change la matière, elle prend plusieurs formes de femmes afin de tenter Kirk. S'apercevant que les sentiments de Kirk pour elle ne sont pas sincères, elle se met en colère et le renvoie au cachot.
Kirk et Spock sont libérés par Korob qui leur explique qu'il est effrayé par elle. Il a libéré leur vaisseau et leur demande de s'enfuir. Sylvia prend la forme d'un chat géant et attaque Korob. Lors de la cohue, il fait tomber son sceptre, que Kirk pense être le transmuteur. Malgré les menaces de Sylvia, il le détruit. Le château disparaît ; Sulu, Scotty et McCoy reprennent leurs esprits et tous voient deux créatures minuscules à leurs pieds. Il s'agit de Korob et Sylvia. Privés de leur transmuteur, ils meurent et se désintègrent.

## Autour de l'épisode
- Korob et Sylvia parlent des « Anciens » une espèce d'extraterrestres très puissante. Ils étaient aussi cités dans l'épisode La Planète des illusions.
- Le titre en anglais "Catspaw" (griffe de chat) est un terme utilisé pour décrire une personne qui est devenue la dupe d'une autre. Un terme, utilisé par McCoy durant l'épisode.

## Production

### Écriture
L'épisode est issu d'une nouvelle écrite par l'écrivain Robert Bloch nommée « Broomstick Ride » (« Un tour de balais ».) Celle-ci fut publiée en décembre 1957 dans le magazine Super-Science Fiction. Celui-ci avait déjà écrit l'épisode La Planète des illusions et proposa l'idée au producteur exécutif Gene Roddenberry. L'idée était de produire un épisode afin qu'il puisse être diffusé durant la période d'Halloween aux États-Unis. Le script final fut terminé le 14 avril 1967 avant d'être réécrit partiellement par la scénariste et script-éditrice D. C. Fontana, le producteur Gene L. Coon ainsi que Roddenberry au cours des mois d'avril et mai 1967.

### Casting
- Ce fut le premier épisode sur lequel l'acteur Walter Koenig joue le rôle de Pavel Chekov. Il portait une perruque car ses cheveux n'étaient pas assez long.
- Theodore Marcuse, qui joue le rôle de Korob, décédera un mois après la diffusion de l'épisode.

### Tournage
Bien que prévu pour une diffusion plus tardive, cet épisode fut le premier de la seconde saison à être tourné. Le tournage eut lieu du 2 au 11 mai 1967 dans les studios de la compagnie Desilu Productions sur Gower Street à Hollywood sous la direction de Joseph Pevney.
Les formes finales de Korob et Sylvia furent créées à partir de marionnettes construites avec un mélange de duvet bleu, de cure pipes et de pinces de crabes. À l'origine on ne devait voir que la tête des trois sorcières lors de leur apparition, leurs cous étant cachés par un col-roulé. Les décors de la planète bleue furent réutilisés pour simuler la surface des planètes dans les épisodes Un loup dans la bergerie, Une partie des actions , Hélène de Troie et Clin d'œil.

### Post-production
Le son produit par les deux créatures à la fin de l'épisode furent obtenues en remixant des cris de bébés alligators.

## Diffusions

### Diffusion aux États-Unis
L'épisode fut retransmis à la télévision pour la première fois le 27 octobre 1967 sur la chaîne NBC en tant que septième épisode de la deuxième saison. L'épisode fut programmé volontairement durant la période d'Halloween.

### Diffusion au Royaume-Uni et au Québec
L'épisode fut diffusé au Royaume Uni le 20 avril 1970 sur BBC One.
En version francophone, l'épisode fut diffusé au Québec en 1971. 

### Diffusion en France
En France, l'épisode est diffusé le 2 janvier 1983 le dimanche à 13:20 sur TF1. Il fait partie des treize épisodes à avoir été diffusés à cette période.

## Réception critique
La miniature de l'Enterprise utilisé par Sylvia dans cet épisode fut donnée au Smithsonian Air and Space Museum par Gene Roddenberry.
Dans un classement pour le site Hollywood.com, Christian Blauvelt place cet épisode à la 50e position sur les 79 épisodes de la série originelle et trouve que l'épisode ressemble beaucoup au prémisse d'autres épisodes et est effrayant et stupide. 
Pour le siteThe A.V. Club, Zack Handlen donne à l'épisode la note de B- décrivant l'épisode comme peu solide mais ayant des moments qui fonctionnent bien. Il trouve notamment que l'ambiance effrayante du début d'épisode disparaît au bout de vingt minute avec l'arrivée de Korob.

## Adaptation littéraire
L'épisode fut romancé sous forme d'une nouvelle de 25 pages écrite par James Blish dans le livre « Star Trek 3 », un recueil compilant différentes histoires de la série et sorti en novembre 1972 aux éditions Bantam Books.

## Éditions commerciales
Aux États-Unis, l'épisode est disponible sous différents formats. En 1988 et 1990, l'épisode est sorti en VHS et Betamax. L'épisode sortit en version remastérisée sous format DVD en 1999 et 2004.
L'épisode connu une nouvelle version remasterisée sortie le 28 octobre 2006 : l'épisode fit l'objet de nombreux nouveaux effets spéciaux, notamment les plans de la planète Gamma Pyris VII vue de l'espace et les plans de l'Enterprise qui ont été refait à partir d'images de synthèse. Les images des créatures et des têtes volantes furent retouchées afin de gommer les trucages et le plans du château vu de loin fut changé. Cette version est comprise dans l'édition Blu-ray, diffusée en septembre 2009.
En France, l'épisode fut disponible avec l'édition VHS de l'intégrale de la saison 2 en 2000. L'édition DVD est sortie le 18 novembre 2004 et l'édition Blu-ray le 27 avril 2009.